# Aeroportul Matsumoto
Aeroportul Matsumoto (IATA: MMJ, ICAO: RJAF) este un aeroport din Matsumoto, Prefectura Nagano, Japonia ce deservește zona Matsumoto. Aeroportul a fost tranzitat în decembrie 2020 de 7.771 de pasageri. A fost deschis în 16 iulie 1965 și numit după zona deservită.
Situat la o altitudine de 657 m, aeroportul dispune de o singură pistă. Este operat de Prefectura Nagano.